# Bregyó közi Regionális Atlétikai Központ
Bregyó közi Regionális Atlétikai Központ – stadion lekkoatletyczny w Székesfehérvárze, na Węgrzech. Został otwarty w 2014 roku.
Nowy stadion lekkoatletyczny w Székesfehérvárze otwarto w 2014 roku. Obiekt powstał częściowo w miejscu dawnego boiska otoczonego żużlową bieżnią. Od 2014 roku corocznie na stadionie odbywa się lekkoatletyczny memoriał im. Istvána Gyulai (wcześniej był on rozgrywany na stadionie im. Ferenca Puskása w Budapeszcie). W latach 2014 i 2018 na obiekcie rozegrano też część konkurencji (wszystkie z wyjątkiem pływania) Mistrzostw Europy w pięcioboju nowoczesnym.